# Fay McKenzie
Fay McKenzie (Los Angeles, 19 februari 1918 – 16 april 2019) was een Amerikaans actrice en een van de laatste nog levende uit het tijdperk van de stomme film.

## Levensloop
McKenzie werd geboren in Hollywood als dochter van het acteurskoppel Robert en Eva McKenzie in 1918. In datzelfde jaar verscheen ze als baby al in de film Station Content met Gloria Swanson, Lee Hill en Arthur Millett. Het hoogtepunt van haar carrière speelde zich af eind jaren dertig, begin jaren veertig. Ze verscheen vooral in westerns. In 1941 en 1942 speelde ze in vijf films aan de zijde van Gene Autry. Haar laatste film was S.O.B. uit 1981. Dit was ook de laatste film van William Holden.
McKenzie behoorde samen met Diana Serra Cary, Billy Watson en Mildred Kornman tot de laatste overblijvers van het stommefilmtijdperk en overleed uiteindelijk op 101-jarige leeftijd.